# Karl-Stein-Hütte
Die Karl-Stein-Hütte ist eine Selbstversorgerhütte der Sektion Leipzig des Deutschen Alpenvereins im Elbsandsteingebirge in Sachsen, Deutschland. Der Namensgeber der Hütte, Karl Stein, war ein deutscher Widerstandskämpfer.

## Lage
Die Hütte auf 140 m ü. NHN steht auf der rechten Seite der Elbe zwischen Bad Schandau und Dresden am Rande des Nationalparks Sächsische Schweiz.

## Geschichte
Die Hütte wurde in den Jahren 1923/24 erbaut und in der Vergangenheit u. a. als Ausbildungsstützpunkt der Bergwacht und als Jugendherberge genutzt. Für die Nutzung als DAV Hütte der Sektion Leipzig wurde sie von Mitte 2006 bis Ende 2008 renoviert.
Bis auf ein paar Kleinigkeiten die noch zur Vollendung der rekonstruierten Hütte fehlten, konnte dieselbe schon am 2. August 2008 eingeweiht werden. Anwesend waren eine Abordnung aus dem Kurort Rathen sowie deren Bürgermeister sowie Vertreter aus Wehlen, Organisationen und Freunde. Eine Ansprache hielt der Vorsitzende des Sächsischen Landesverbandes des DAV, Dr. Ulrich Voigt, und würdigte in anerkennenden Worten die Tätigkeit der Sektion im Elbsandsteingebirge.

## Zugänge
- Von Westen: Parkplatz der Stadt Wehlen, weiter über Wanderweg
- Von Osten: Kurort Rathen, weiter über Wanderweg

## Karten
- Kompass Karten 761, 1:25.000, Elbsandsteingebirge, ISBN 978-3991210719